# 금색의 코르다
《금색의 코르다》(金色のコルダ)는 코에이가 제작한 여성향 연애 시뮬레이션 게임 시리즈이다. 여성향 게임을 전문적으로 만드는 개발팀인, 루비 파티가 만든 네오 로망스 시리즈의 3번째 시리즈이다.
또한, 캐릭터 디자인을 담당한 구레 유키가 만든 동명의 만화가 하쿠센샤의 여성 만화 잡지인 《LaLa》에서 연재중이다. 그리고 일본에서 2006년 10월부터 6개월 동안 《금색의 코르다 ~primo passo~》라는 제목의 TV 애니메이션을 방영하였으며, 대한민국에서도 애니맥스에서 2007년 10월 11일부터 그해 11월 15일까지 방영하였다.
이어서, 2007년 3월에, 후속편인 《금색의 코르다 2》가 발매되었으며, 같은해 9월 20일에 《금색의 코르다 2 앙코르》가 발매되었다.
코르다(corda)란, 이탈리아어로 '현', 또는 '인연'이라는 뜻을 가진다.

## 줄거리
보통과와 음악과가 같이 있는 세이쇼 학원을 무대로 삼는다. 보통과에 다니면서, 음악의 '음'자도 모르는 주인공이 '리리'라는 이름의 음악의 요정한테 선택받아 교내 음악 콩쿨에 참가하는데…….

## 등장인물
메인 캐릭터의 이름에는 모두 태양계의 천체로부터 1자가 인용되고 있다.

## 게임

### 출시
금색의 코르다
2003년 9월 19일에 발매한 Windows98/Me/2000/XP용 게임이다.
금색의 코르다
2004년 3월 18일에 발매한 PS2용 게임이다.
금색의 코르다
2005년 11월 10일에 발매한 PSP용 게임이다.
금색의 코르다 2
2007년 3월 15일에 발매한 PS2용 게임이다.
금색의 코르다 2 앙코르
2007년 9월 20일에 발매한 PS2용 게임이다.
금색의 코르다 2 f
2009년 2월 26일에 발매한 PSP용 게임이다.
금색의 코르다 2 f 앙코르
2009년 8월 20일에 발매한 PSP용 게임이다.
금색의 코르다 3
2010년 2월 25일에 발매한 PS2용과 PSP용 게임이다.
금색의 코르다 3 풀보이스 Special
2013년 9월 19일에 발매한 PSP용 게임이다.
금색의 코르다 3 AnotherSky feat. 진난
2014년 1월 23일에 발매한 PSP용 게임이다.
금색의 코르다 3 AnotherSky feat. 시세이칸
2014년 3월 27일에 발매한 PSP용 게임이다.
금색의 코르다 3 AnotherSky feat. 아마네 학원
2014년 9월 25일에 발매한 PSP용 게임이다.
금색의 코르다 4
2016년 3월 10일에 발매한 PS Vita용 게임이다.
금색의 코르다 2 ff
2017년 12월 21일에 발매한 PS Vita용 게임이다.
금색의 코르다 옥타브
2019년 2월 14일에 발매한 PS Vita용 게임이다.
금색의 코르다 스타라이트 오케스트라
2021년 2월 24일에 착신된 모바일 게임이다.

## 만화
금색의 코르다
하쿠센샤의 월간 LaLa에서 연재중이다. 원작 게임의 캐릭터 디자인을 담당한 구레 유키가 만화를 그리고 있다. 2003년 10월호부터 연재를 시작했으며, 현재 15권으로 완결되었다.
- 지음: 구레 유키
- 퍼냄: 하쿠센샤
- 한국어판
  - 옮긴이: 서수진
  - 퍼냄: 대원씨아이

1. 2005년 10월 7일　(ISBN 978-89-5963-072-1)
2. 2005년 11월 12일　(ISBN 978-89-5963-260-2)
3. 2005년 12월 12일　(ISBN 978-89-5963-377-7)
4. 2006년 1월 16일　(ISBN 978-89-5963-438-5)
5. 2006년 5월 8일　(ISBN 978-89-5963-965-6)
6. 2006년 8월 30일　(ISBN 978-89-252-0363-8)
7. 2007년 2월 9일　(ISBN 978-89-252-0975-3)
8. 2007년 7월 11일　(ISBN 978-89-252-1538-9)
9. 2008년 2월 18일　(ISBN 978-89-252-2319-3)

린덴홀의 아리아 ~금색의 코르다 시리즈~
하쿠센샤의 월간 LaLa에서 연재중이다. 원작 게임의 캐릭터 디자인을 담당한 구레 유키가 만화를 그리고 있다. 2011년 11월호부터 연재를 시작했으며, 현재 3권으로 발행 중이다.
- 지음: 구레 유키
- 퍼냄: 하쿠센샤
- 한국어판
  - 옮긴이: 이지혜
  - 퍼냄: 대원씨아이

1. 2014년 2월 15일　(ISBN 979-1-156-25106-4)
2. 2014년 3월 15일　(ISBN 979-1-156-25206-1)
3. 2014년 4월 15일　(ISBN 979-1-156-25258-0)

## TV 애니메이션
《금색의 코르다 ~primo passo~》라는 제목으로, 테레비도쿄와 계열 방송국에서 2006년 10월부터 2007년 3월까지 방송되었다. 각 화의 제목에는 반드시, 음악과 관련된 단어가 들어가 있다. 일본에서 발매된 DVD 최종권에는, 일본의 TV에서 방영되지 않은 제26화 〈한여름의 앵콜〉이 실려 있다(단, 이 화는 대한민국에서는 정상적으로 방영되었다.). 2009년 3월 26일과 6월 5일에 KIDS Station에서 스페셜 애니메이션《금색의 코르다 ~secondo passo~》가 전후편으로 나누어 방송되었다. 《금색의 코르다 2》와 《금색의 코르다 2 f》의 신캐릭터도 등장했다.
2014년 4월부터 6월까지《금색의 코르다 Blue♪Sky》라는 제목으로, 니혼테레비 계열 방송국에서 방영되었다.

### 각 화 제목
TV 시리즈 (금색의 코르다 ~primo passo~)
| 방영 화수 | 일본어판 제목            | 한국어판 제목               |
| --------- | ------------------------ | --------------------------- |
| 제1화     | ありえないプレリュード   | 있을 수 없는 전주곡         |
| 제2화     | 前途多難なガヴォット     | 앞길 험난한 가보트          |
| 제3화     | 匿名希望のショパン       | 이름 없는 쇼팽              |
| 제4화     | 迷い心のワルツ           | 망설이는 마음의 왈츠        |
| 제5화     | 裸足のヴィブラート       | 맨발의 비브라토             |
| 제6화     | 胸騒ぎのポルカ           | 가슴 설레는 폴카            |
| 제7화     | 秘めやかなデュエット     | 은밀한 듀엣                 |
| 제8화     | 心紡ぐカノン             | 마음을 자아내는 캐논        |
| 제9화     | 安らぎのコンチェルト     | 평온한 콘체르토             |
| 제10화    | 孤高のヴィルトゥオーソ   | 초연한 비르투오소           |
| 제11화    | 白と黒のアダージョ       | 흑백의 아다지오             |
| 제12화    | 後ろめたさのピアニッシモ | 떳떳하지 못한 피아니시모    |
| 제13화    | かけがえなきメロディ     | 소중한 멜로디               |
| 제14화    | 乙女心のカプリチオ       | 소녀 같은 마음의 카프리치오 |
| 제15화    | 高鳴る胸のアリア         | 설레는 가슴의 아리아        |
| 제16화    | うそつきなヴァイオリン   | 거짓말쟁이 바이올린         |
| 제17화    | 焦燥のクレッシェンド     | 초조한 크레센도             |
| 제18화    | 傷心のパルティータ       | 상심의 파르티타             |
| 제19화    | 失くした心のパヴァーヌ   | 잃어버린 마음의 파반        |
| 제20화    | 涙色のロンド             | 눈물색의 론도               |
| 제21화    | もう一度、アンダンテ     | 한 번 더 안단테             |
| 제22화    | 君のためのファンファーレ | 널 위한 팡파르              |
| 제23화    | 俺たちのカデンツァ       | 우리의 카덴차               |
| 제24화    | 心満たすハーモニー       | 마음을 채우는 하모니        |
| 제25화    | 愛しのアヴェ・マリア     | 사랑스러운 아베 마리아      |
| 제26화    | ひと夏のアンコール       | 한 여름의 앙코르            |

스페셜 애니 (금색의 코르다 ~secondo passo~)
| 방영 화수 | 일본어판 제목 | 한국어판 제목 |
| --------- | ------------- | ------------- |
| 제1화     | 第一楽章      | 제1악장       |
| 제2화     | 第二楽章      | 제2악장       |

TV 시리즈 (금색의 코르다 Blue♪Sky)
| 방영 화수 | 일본어판 제목              | 한국어판 제목             |
| --------- | -------------------------- | ------------------------- |
| 제1화     | はじまりのパルティータ     | 시작의 파르티타           |
| 제2화     | 溜息とアヴェ・マリア       | 한숨과 아베 마리아        |
| 제3화     | 実験はメロディ             | 실험은 멜로디             |
| 제4화     | 夏色のアインザッツ         | 여름색의 아인자츠         |
| 제5화     | 英雄たちのアイーダ         | 영웅들의 아이다           |
| 제6화     | 禁断のパッセージ           | 금단의 패시지             |
| 제7화     | 彷徨いのラプソディ         | 헤매다의 랩소디           |
| 제8화     | 気高き薔薇のブリランテ     | 마음 드높은 장미 브릴란테 |
| 제9화     | 咆哮のタランテラ           | 포효의 타란텔라           |
| 제10화    | 記憶のダ・カーポ           | 기억의 더 카포            |
| 제11화    | 愛憎のエレジー             | 애증의 엘레지             |
| 제12화    | 青空のグランド・フィナーレ | 푸른 하늘의 그랜드 피날레 |

### 주제가
일본판 주제곡 (TV 시리즈 - 금색의 코르다 ~primo passo~)
- 여는 곡 : 'Brand New Breeze'

노래 : 카논 / 작사·작곡 : 카논 / 편곡 : 무라야마 다쓰야
- 닫는 곡 : 'CRESCENDO'

노래 : stella quintet(남성 캐릭터 5명(츠키모리 렌, 츠치우라 료타로, 시미즈 케이이치, 히하라 카즈키, 유노키 아즈마)의 합창) / 작사 : 六ツ見純代 / 작곡·편곡 : 幸克哉
일본판 주제곡 (스페셜 애니 - 금색의 코르다 ~secondo passo~)
- 주제가 : '蒼穹のスコア ~The score in blue~'

노래 : stella quintet+(남성 캐릭터 6명(기존의 다섯 명(stella quintet)+카지 아오이)의 합창) / 작사 : 井上秋緒 / 작곡 : 萩原和樹 / 편곡 : 鈴木雅也
- 삽입곡 : 'You're in my heart'

노래 : 카지 아오이(미야노 마모루) / 작사 : 純花 / 작곡 : 藤澤ノリマサ / 편곡 : 前口渉
일본판 주제곡 (TV 시리즈 - 금색의 코르다 Blue♪Sky)
- 여는 곡 : 'WINGS TO FLY'

노래 : Maestro Fields(남성 캐릭터 5명(키사라기 쿄야, 키사라기 리츠, 야기사와 유키히로, 토우카네 치아키, 묘가 레이지)의 합창) / 작곡 : 石川絵理 / 작곡·편곡 : 島崎貴光
- 닫는 곡 : 'Andante' (1~3화, 12화)

노래 : 세이소 학원 오케스트라부(남성 캐릭터 4명(키사라기 쿄야, 키사라기 리츠, 사카키 다이치, 미즈시마 하루토)의 합창) / 작사 : 石川絵理 / 작곡 : 川崎里実 / 작곡 : 森谷敏紀
- 닫는 곡 : 'Andante〜featuring 시세이칸 고교' (4~6화)

노래 : 시세이칸 고교 취주악부(남성 캐릭터 3명(야기사와 유키히로, 호즈미 시로, 미즈시마 아라타)의 합창)
- 닫는 곡 : 'Andante〜featuring 진난 고교' (7~8화)

노래 : 진난 고교 관현악부(남성 캐릭터 3명(토우카네 치아키, 토키 호우세이, 세리자와 무츠미)의 합창)
- 닫는 곡 : 'Andante〜featuring 아마네 학원 고교' (9~11화)

노래 : 아마네 학원 실내악부(남성 캐릭터 3명(묘가 레이지, 아마미야 세이, 나나미 소스케)의 합창)
한국판 주제곡
- 일본판의 주제곡이 수정없이 그대로 실렸다.